# Henriette Iatika
Henriette Iatika (* 19. Juni 1985 in Tanna) ist eine vanuatuische Beachvolleyballspielerin.

## Karriere
Iatika trat 2007 mit Miller Elwin für Vanuatu bei der Ozeanien-Meisterschaft an und gewann die Silbermedaille. Im folgenden Jahr spielten Elwin/Iatika in Adelaide ihr erstes Open-Turnier der FIVB World Tour. Bei der Ozeanien-Meisterschaft 2008 gewannen sie den Titel. 2009 nahmen sie an zwei weiteren Open-Turnieren in Sanya und Phuket. Ein Jahr später erreichten sie in Kristiansand und bei den Auftritten in Asien jeweils den 33. Platz. 2012 belegten sie in Shanghai ebenfalls den 17. Platz. Nach dem Sieg beim Challenger in Seoul schafften es Elwin/Iatika als Neunte in Bang Saen erstmals in die Top Ten. Die Asienmeisterschaft endete für sie erst im Finale. 2013 qualifizierten sie sich für die WM 2013 in Stare Jabłonki. Dort gewannen sie ihr Auftaktspiel gegen die Polinnen Bekier/Oleksy und erreichten als Gruppenzweite die erste Hauptrunde. Nach einem weiteren Sieg gegen das tschechische Duo Kolocová/Sluková mussten sie sich im Achtelfinale den Chinesinnen Xue Chen / Zhang Xi geschlagen geben.